# Ground zero

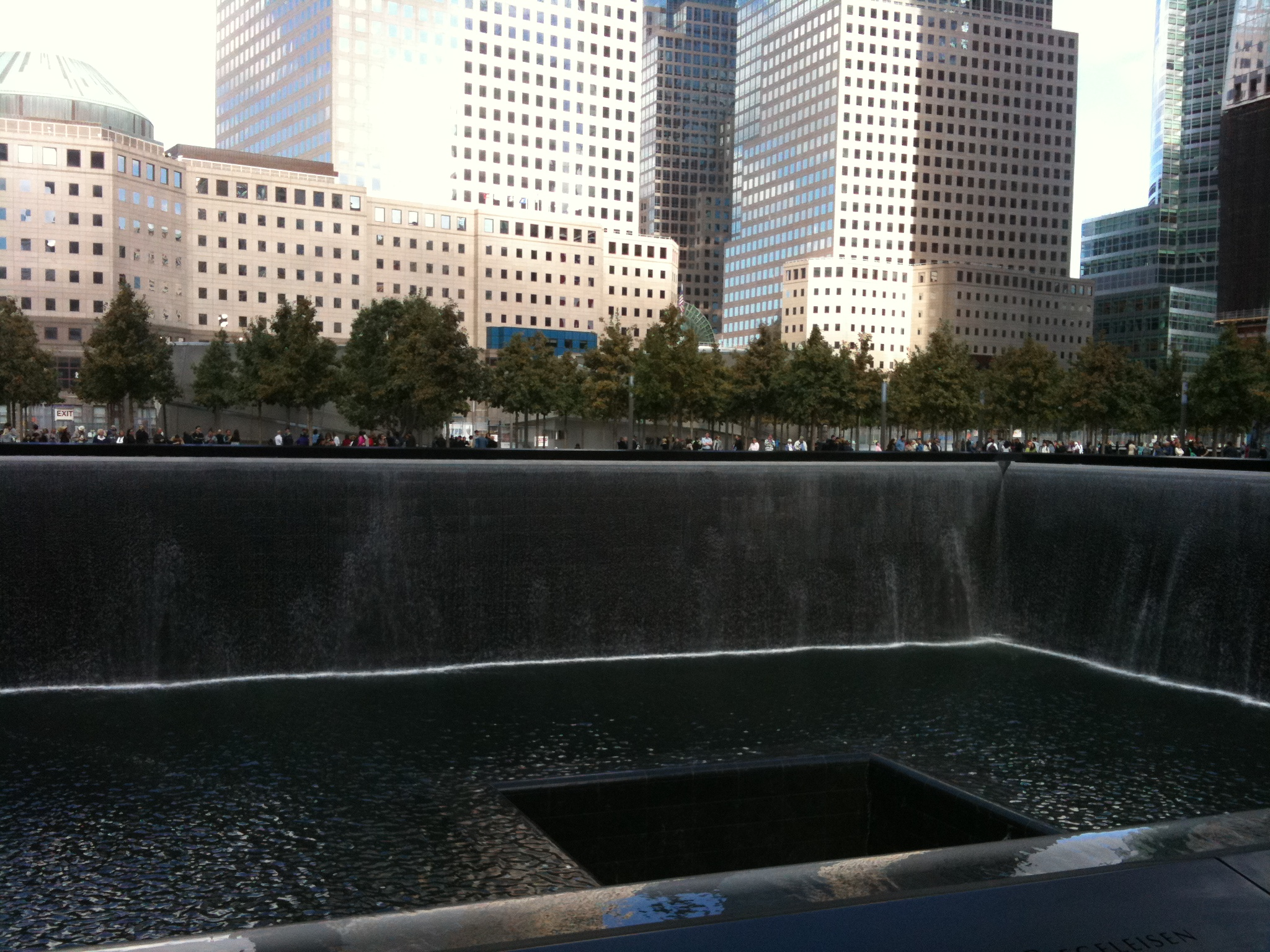
Ground zero dell'11 settembre 2001

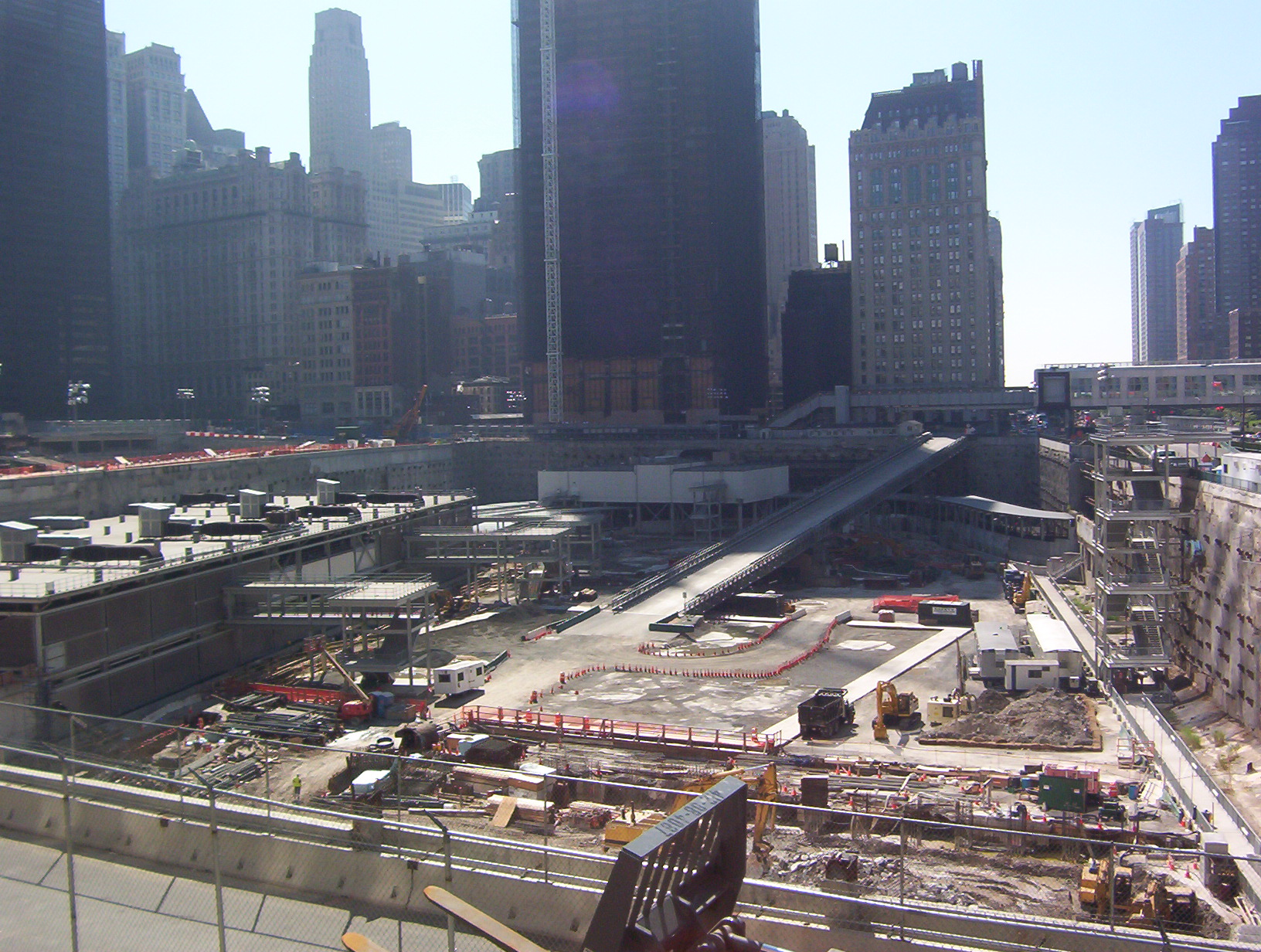
Una fotografia del ground zero delle Twin Towers nell'ottobre del 2006

Ground zero (in inglese livello zero) indica in origine l'area terrestre-marina perpendicolare all'epicentro di una esplosione atomica, sia essa avvenuta in atmosfera, sottoterra o sott'acqua. In seguito è passato a identificare la zona di Manhattan, a New York, dove sorgevano le Torri Gemelle del World Trade Center.

## Storia
Il termine definiva originalmente l'area desertica del Nuovo Messico dove, nel 1945, erano stati svolti gli esperimenti sull'atomica del Progetto Manhattan, facendovi esplodere le prime bombe atomiche. In seguito è stato usato per definire i luoghi dei bombardamenti atomici di Hiroshima e Nagasaki, in Giappone nel 1945. Successivamente ground zero è stato anche utilizzato, impropriamente, per identificare il punto focale del luogo dove avviene una massiccia deflagrazione, l'epicentro di un terremoto o di un altro disastro.
Dopo gli attentati dell'11 settembre 2001 alle Torri Gemelle, il termine è stato utilizzato per identificare per antonomasia il sito nella parte meridionale di Manhattan dove sorgevano gli edifici WTC 1 e WTC 2 (Torri Gemelle), appartenenti al complesso del World Trade Center. Per il riassetto dell'area e la nuova edificazione di edifici è stato indetto un concorso, vinto dall'architetto polacco-statunitense Daniel Libeskind, che ha portato alla costruzione del One World Trade Center.